# Diogal
Diogal Sakho (Ngor, Dakar, 1970) cantante y múscico senegalés.
Nació en una pequeña comunidad de pescadores lebús, y aprendió a tocar la guitarra de forma autodidacta. En 1996, lo descubrió el músico Loy Ehrlich. En la actualidad vive en Francia.

## Discografía
- Samba alla,  (Celluloïd/Mélodie), 2002
- Liir, (Celluloïd/Mélodie) , 2004
- Li lan la(D. Sakho/Wasia, 2008